# Mistrovství světa v ledním hokeji 2026 (Divize II)
Mistrovství světa v ledním hokeji 2026 divize II proběhne ve Spojených arabských emirátech od 20. do 26. dubna 2026. Skupina B se odehraje v Bulharsku od 6. do 12. dubna 2026.

## Skupina A

### Týmy
| Týmy                    | Kvalifikace                                    |
| ----------------------- | ---------------------------------------------- |
| Chorvatsko              | 6. místo v Divizi I – skupina B 2025 – sestup  |
| Srbsko                  |                                                |
| Spojené arabské emiráty | Pořadatel                                      |
| Izrael                  |                                                |
| Austrálie               |                                                |
| Gruzie                  | 1. místo v Divizi II – skupina B 2025 – postup |

## Skupina B

### Týmy
| Týmy        | Kvalifikace                                     |
| ----------- | ----------------------------------------------- |
| Izrael      | 6. místo v Divizi II – skupina A 2025 – sestup  |
| Nový Zéland |                                                 |
| Gruzie      |                                                 |
| Bulharsko   | Pořadatel                                       |
| Tchaj-wan   |                                                 |
| Kyrgyzstán  | 1. místo v Divizi III – skupina A 2025 — postup |